# 당조고추
당조고추는 고추의 일종이다. 박동복 제일종묘농산 대표와 강원대학교, 농촌진흥청 원예연구소 등이 3년간 연구 끝에 2008년에 개발한 품종으로, 식후 혈당을 조절하는 성분인 알파글루코시데이스 억제제(AGI)를 함유하고 있어, 당을 조절한다는 뜻을 담은 "당조고추"라 불리게 되었다.
크기는 좀 크고 맛은 맵지 않고 약간 쓴 맛이나 고추라고 생각하고 먹으면 싱거운 맛이 난다. 

## 같이 보기
- 바나나고추
- 헝가리왁스고추